# Theiodamas (Dryopia)
Theiodamas (altgriechisch Θειοδάμας Theiodámas), Vater des Hylas, ist eine Gestalt der griechischen Mythologie.
Als Herakles einst durch Thessalien wanderte, bekam er Hunger und griff sich ein Rind. Der Bauer Theiodamas, dem das Tier gehörte, wehrte sich. Der Halbgott lachte ihn aus, schlachtete den Ochsen und ließ es sich schmecken. Danach erschlug er Theiodamas und nahm dessen Sohn Hylas als Lustknaben mit sich fort.
Von der Erzählung gibt es viele verschiedene Varianten. Theiodamas wird darin oft als König der Dryoper genannt. Auch soll Herakles ihn nur um die Überlassung eines Rindes gebeten haben, damit er – der Heros – seinem hungernden kleinen Sohn Hyllos zu essen geben könne, und selbst Herakles’ Gattin Deianeira sei bei dem verzweifelten Kampf verwundet worden.
Die beiden Hauptzweige der Sage bestehen in der dryopischen und der rhodischen Version. Gemäß letzterer spielt sich das Drama in Lindos ab, und Theiodamas verflucht den Räuber, der sich davon aber nicht den Appetit verderben lässt.